# Partie polityczne w Niemczech
Partie polityczne w Niemczech – w Niemczech funkcjonuje system wielopartyjny, jednak scena polityczna przez dekady była zdominowana przez dwa bloki polityczne: konserwatywno-liberalną i chadecką koalicję Unii Chrześcijańsko-Demokratycznej i Unii Chrześcijańsko-Społecznej w Bawarii (CDU/CSU) oraz Socjaldemokratyczną Partię Niemiec (SPD). W tym czasie Wolna Partia Demokratyczna, pomimo mniejszej popularności od większych partii, często przesądzała o tym, kto stworzy nowy rząd. W ostatnich latach wzrasta jednak znaczenie innych partii, co wymusza przy tworzeniu koalicji rządowych tworzenie szerszych sojuszy niż dotychczas.

## Partie z reprezentacją parlamentarną i/lub europejską
| Partia polityczna | Partia polityczna | Partia polityczna                                                                   | Ideologia                                                      | Liderzy                                             | Mandaty   | Mandaty              |
| Partia polityczna | Partia polityczna | Partia polityczna                                                                   | Ideologia                                                      | Liderzy                                             | Bundestag | Parlament Europejski |
| ----------------- | ----------------- | ----------------------------------------------------------------------------------- | -------------------------------------------------------------- | --------------------------------------------------- | --------- | -------------------- |
|                   |                   | Unia Chrześcijańsko-Demokratyczna (CDU) Christlich Demokratische Union Deutschlands | Liberalny konserwatyzm, Chrześcijańska demokracja              | Friedrich Merz                                      | 164/630   | 23/96                |
|                   |                   | Alternatywa dla Niemiec (AfD) Alternative für Deutschland                           | Nacjonalizm, Prawicowy populizm,Eurosceptycyzm                 | Tino Chrupalla, Alice Weidel                        | 151/630   | 15/96                |
|                   | PvdA Logo small   | Socjaldemokratyczna Partia Niemiec (SPD) Sozialdemokratische Partei Deutschlands    | Socjaldemokracja                                               | Saskia Esken, Lars Klingbeil                        | 120/630   | 14/96                |
|                   |                   | Sojusz 90/Zieloni (Zieloni) Bündnis 90/Die Grünen                                   | Zielona polityka, Socjalliberalizm                             | Ricarda Lang, Omid Nouripour                        | 85/630    | 12/96                |
|                   |                   | Lewica Die Linke                                                                    | Socjalizm demokratyczny, Lewicowy populizm                     | Janine Wissler, Martin Schirdewan                   | 64/630    | 3/96                 |
|                   |                   | Unia Chrześcijańsko-Społeczna w Bawarii (CSU) Christlich-Soziale Union in Bayern    | Chrześcijańska demokracja, Konserwatyzm, Regionalizm           | Markus Söder                                        | 44/630    | 6/96                 |
|                   |                   | Sojusz Sahry Wagenknecht (BSW) Bündnis Sahra Wagenknecht                            | Socjalizm, Socjalizm reakcyjny, Lewicowy populizm              | Sahra Wagenknecht, Amira Mohamed Ali                | 0/630     | 6/96                 |
|                   |                   | Wolna Partia Demokratyczna (FDP) Freie Demokratische Partei                         | Liberalizm                                                     | Christian Lindner                                   | 0/630     | 5/96                 |
|                   |                   | Wolni Wyborcy (FW) Freie Wähler                                                     | Liberalny konserwatyzm, Konserwatyzm, Regionalizm              | Hubert Aiwanger                                     | 0/630     | 3/96                 |
|                   |                   | Volt Niemcy (Volt) Volt Deutschland                                                 | Eurofederalizm, Socjalliberalizm                               | Lara Neumann, Tim Marton                            | 0/630     | 3/96                 |
|                   |                   | Partia Die PARTEI                                                                   | Polityczna satyra, Antyfaszyzm, Zielona polityka               | Martin Sonneborn                                    | 0/630     | 2/96                 |
|                   |                   | Związek Wyborców Południowego Szlezwiku (SSW) Südschleswigscher Wählerverband       | Regionalizm, Socjalliberalizm                                  | Christian Dirschauer                                | 1/630     | 0/96                 |
|                   |                   | Ekologiczna Partia Demokratyczna (ÖDP) Ökologisch-Demokratische Partei              | Zielony konserwatyzm                                           | Christian Rechholz                                  | 0/630     | 1/96                 |
|                   |                   | Niemiecka Partia Rodzin (Familie) Familienpartei Deutschlands                       | Konserwatyzm, Chrześcijańska demokracja, Socjalny konserwatyzm | Helmut Geuking                                      | 0/630     | 1/96                 |
|                   |                   | Partia Progresu (PdF) Partei des Fortschritts                                       | Socjalliberalizm, Proeuropeizm                                 | Lukas Sieper                                        | 0/630     | 1/96                 |
|                   |                   | Partia Ochrony Zwierząt (Tier) Die Tierschutzpartei                                 | Ochrona praw zwierząt                                          | Paula Lopez Vicente, Bernd Kriebel, Dennis Landgraf | 0/630     | 1/96                 |

## Pozostałe partie
- Narodowodemokratyczna Partia Niemiec (Nationaldemokratische Partei Deutschlands – NPD)
- Sojusz Niemcy (Bündnis Deutschland - BD)
- Niemiecka Partia Piratów (Piratenpartei Deutschland)
- Republikanie (Republikaner – REP)
- Ruch społeczny dla Niemiec (Bürgerbewegung pro Deutschland)
- Partia Bawarska (Bayernpartei – BP)
- Demokracja przez Referendum (Demokratie durch Volksabstimmung)
- Niemiecka Partia Emerytów (Rentner Partei Deutschland – RENTNER)
- Partia Rozsądku – (Partei der Vernunft – PDV)
- Marksistowsko-Leninowska Partia Niemiec (Marxistisch-Leninistische Partei Deutschlands – MLPD)

- Christlich-Demokratische Deutsche Volkspartei
- Związek 21/RRP (Bündnis 21/RRP)
- Ruch Społeczny Solidarność (Bürgerrechtsbewegung Solidarität – BüSo)
- Chrześcijańskie Centrum (Christliche Mitte – CM)
- Niemiecka Partia Centrum (Deutsche Zentrumspartei)
- Niemiecka Partia Komunistyczna (Deutsche Kommunistische Partei – DKP)
- Obywatele robią politykę (Bürger machen Politik)
- Partia Feministyczna – Kobiety (Feministische Partei – DIE FRAUEN)
- Prawica (Die Rechte)
- My Obywatele (Wir Bürger)

## Partie historyczne

### Partie rozwiązane
- Niemiecka Unia Ludowa (Deutsche Volksunion – DVU)
- Niemiecka Anarchistyczna Partia Pogo (Anarchistische Pogo-Partei Deutschlands – APPD)
- Szarzy – Szare Pantery (Die Grauen – Graue Panther – GRAUE)
- Alternatywa Wyborcza Praca i Sprawiedliwość Społeczna (Wahlalternative Arbeit und Soziale Gerechtigkeit – WASG)
- Partia Lewicowa (Die Linkspartei. – PDS)
- Partia Praworządnej Ofensywy (Partei Rechstaatlicher Offensive, PRO) („Schill”)
- Gesamtdeutscher Block/Bund der Heimatvertriebenen und Entrechteten

### Partie w byłej NRD
- Niemiecka Socjalistyczna Partia Jedności (Sozialistische Einheitspartei Deutschlands – SED)
- Unia Chrześcijańsko-Demokratyczna (Christlich-Demokratische Union Deutschlands – CDU)
- Liberalno-Demokratyczna Partia Niemiec (Liberal-Demokratische Partei Deutschlands – LDPD)
- Demokratyczna Partia Chłopska Niemiec (Die Demokratische Bauernpartei Deutschlands – DBD)
- Narodowo-Demokratyczna Partia Niemiec (National-Demokratische Partei Deutschlands – NDPD)

### Partie sprzed II wojny światowej
- Bawarska Partia Ludowa (Bayerische Volkspartei)
- Komunistyczna Partia Niemiec (Kommunistische Partei Deutschlands – KPD)
- Narodowosocjalistyczna Niemiecka Partia Robotników (Nationalsozialistische Deutsche Arbeiterpartei – NSDAP)
- Narodowo Niemiecka Partia Ludowa (Deutschnationale Volkspartei – DNVP)
- Niezależna Socjaldemokratyczna Partia Niemiec (Unabhängige Sozialdemokratische Partei Deutschlands – USPD)
- Socjaldemokratyczna Partia Robotnicza Niemiec (Sozialdemokratische Arbeiterpartei Deutschlands – SDAP).